# Ситничка
Ситничка (словац. Sitnička) — річка в Словаччині; права притока Ольки довжиною 15.1 км. Протікає в окрузі Гуменне.
Витікає в масиві Ондавська височина на висоті 365 метрів. Протікає територією сіл Завада; Руська Поруба; Вишня Ситниця і Нижня Ситниця.
Впадає в Ольку на висоті 172 метри.